# Superleague Formula
Superleague Formula var en motorsportsserie for formel-biler, der blev kørt første gang i 2008. Serien var bemærkelsesværdig derved, at samtlige deltagere har fodboldklubber fra hele verden som hovedsponsor, heriblandt en række af de helt store fra Europa som Liverpool F.C., Borussia Dortmund og AC Milan. Bilerne havde derfor de enkelte klubbers trøjefarver. I 2009-sæsonen deltog FC Midtjylland, der har fået danske Kasper Andersen som kører i et team, der også omfattede en bil sponsoreret af Liverpool F.C.
Alle deltagende biler var bygget af Panoz og har 4,2 liters V12 motorer og svarede derved til biler i Formel 1. Det første år blev der kørt seks løb, men målet var at øge dette. Den første sæson blev en pæn succes med over 100.000 tilskuere, heraf 34.000 til sæsonens sidste løb i Jerez.
Det sidste løb blev kørt i 2011, og serien blev nedlagt. 

## Resultater
| Sæson | Antal runder | Antal hold | Antal kørere | Fodboldklubber | Fodboldklubber                 | Fodboldklubber                  | Fodboldklubber               |
| Sæson | Antal runder | Antal hold | Antal kørere | Antal          | Vinder                         | Andenplads                      | Tredjeplads                  |
| ----- | ------------ | ---------- | ------------ | -------------- | ------------------------------ | ------------------------------- | ---------------------------- |
| 2008  | 6            | 11         | 25           | 18             | Beijing Guoan (Davide Rigon)   | PSV Eindhoven (Yelmer Buurman)  | A.C. Milan (Robert Doornbos) |
| 2009  | 8            | -          | -            | -              | Liverpool F.C. (Adrián Vallés) | Tottenham Hotspur (Craig Dolby) | FC Basel (Max Wissel)        |

## Fodnoter
1. ↑  Pressemeddelelse Arkiveret 19. juli 2011 hos  Wayback Machine, www.fcm-haandbold.dk, hentet 21. april 2009